# Lo sai che i papaveri...
Lo sai che i papaveri... è un film italiano del 1952 diretto da Vittorio Metz e Marcello Marchesi.

## Trama
Gualtiero ha una doppia vita, ma lui non lo sa. Di giorno è un irreprensibile professore di latino e greco in un liceo, di notte è un gagà frequentatore di night club e si fa chiamare Walter. Gualtiero è fidanzato con Anna, professoressa di scienze, Walter cambia una donna ogni sera. La mattina alle sei torna a casa e, quando si alza per andare a scuola, non si ricorda più niente.
Finché a scuola un genitore, anche lui frequentatore di night, lo riconosce al ricevimento professori. Non rivela niente per non scoprirsi, ma pronuncia solamente la parola “Tarocchi”. Sono presenti la figlia Pierina (allieva di Gualtiero), la fidanzata di Gualtiero ed il preside. Pierina, una bella ragazza di 16 anni che si è innamorata del suo professore, scopre che “Tarocchi” è il nome del locale che Gualtiero frequenta abitualmente quando è Walter.
Convince un compagno di classe ad accompagnarla al night. Davanti all'ingresso, una ragazza offre loro una camelia: 500 lire. Poi, appena entrano si vedono fare una fotografia: lo sviluppo è immediato: 500 lire. Si siedono e subito una ragazza porta loro delle sigarette: 500 lire. Appena Pierina incontra Gualtiero i suoi occhi sono subito per lui. Assiste alla scena il suo compagno di classe che, deluso, si ubriaca. Nel frattempo sono entrati anche la fidanzata ed il preside che vengono presi in giro da Walter. Arrabbiati, escono dal locale.
Rimasta sola, Pierina sta tutto il tempo con Walter, balla anche con lui. Quando escono dal locale vengono fotografati e viene data loro la Polaroid. Walter accompagna a casa Pierina. Giunti soli davanti al cancello di casa, lei gli dà un bacio appassionato.
Il giorno dopo Pierina è euforica. La fidanzata di Gualtiero invece è furiosa. Gualtiero tratta però Pierina nella solita maniera fredda e distaccata. Allora la ragazza le mostra la fotografia della sera prima, Gualtiero trasalisce ed esce dalla classe per l'imbarazzo.
Decide di farsi visitare da uno psicoanalista. Il quale scopre che in lui coabitano due personalità: quella di suo padre, viveur, e quella della madre, insegnante. Ordina a Gualtiero di recarsi al night di giorno e di fronteggiare la situazione.
Gualtiero segue il consiglio dello specialista e si reca al night. Qui scopre una banda di malviventi che spacciano cocaina nel locale e si azzuffa con loro. Ogni pugno fa riaffiorare un nuovo ricordo: si rende conto di conoscere tutti i banditi e comincia anche a chiamarli per nome. Piano piano le due personalità si riuniscono.
Gualtiero però è in pericolo perché la banda gliela vuol far pagare. Si barrica dentro una stanza e chiama rinforzi per telefono. Dalla scuola arrivano tutti gli studenti della sua classe, in Lambretta, guidati da Pierina. I ragazzi pestano a dovere i banditi e liberano Gualtiero/Walter. Pierina, nonostante la sua minore età, sposa Walter. Li ritroviamo nel letto matrimoniale, già marito e moglie in compagnia di un bel bambino con i capelli ricci.

## Accoglienza

### Incassi
Incasso accertato a tutto il 31 marzo 1959, lire 393.961.954.